# Бидзинга
Бидзинга́ (яп. 美人画) — изображение красавиц) — жанр произведений живописи и графики в традиционном искусстве Японии, изображающих женскую красоту, в частности в гравюре на дереве укиё-э («картины изменчивого мира»). Предметом изображения в этом жанре стала жизнь знаменитых красавиц, гейш, обитательниц «весёлых кварталов» старой японской столицы Эдо.
Обозначение «бидзинга» может использоваться и для современных видов искусства, представляющих классический образ прекрасной японской женщины, как правило, одетой в кимоно.

## История
Жанр «бидзинга» сложился в японском искусстве в XVII веке, вначале в изображениях тушью на свитках. В XVIII веке в этом жанре в цветных гравюрах на дереве прославились Судзуки Харунобу, Тории Киёнага и выдающийся художник Китагава Утамаро. В произведениях этих мастеров «под влиянием их прекрасных моделей сложился особый, изысканный стиль графики и утончённый образ типичной красавицы с удлинённым овалом лица, изогнутой шеей и крошечным ртом. Мастера школы Эдо изображали сцены туалета, чайной церемонии, прогулок и незатейливых игр» .
В жанре бидзинга совершенствовался уникальный стиль японской графики, основанный на «выразительности силуэта, музыкальной игре тончайших линий и гармонизации особенных, блеклых тонов: серебристого или золотистого фона, нежных розовых, голубоватых, жемчужно-серых и палевых цветов. Для получения „коралловых“, „табачных“, „горчичных“ оттенков пигменты замешивали с водой и рисовой мукой». Вместе с мелким кружевным узором, передающим шитьё одежд, эти "закрытые тона" создавали эффект, получивший название нисики-э («парчовые картинки»), или «гравюр парчового стиля» .
Наивысшим достижением японского искусства в жанре «бидзинга» стала серия цветных ксилографий Китагавы Утамаро «окуби-э» (большие головы). Среди других художников, создававших бидзинга, следует назвать имена Хисикава Моронобу, Тоёхара Тиканобу, Нисикава Сукэнобу, Ито Синсуй, Кайгэцудо Андо.
Гравюры бидзинга оказали влияние на творчество французского художника постимпрессиониста Эдгара Дега.

## Гравюры в жанре бидзинга
- К. Утамаро. Три красавицы наших дней
- К. Утамаро. Цветы Эдо. Молодая женщина, аккомпанирующая себе на сямисэне
- Цукиока Ёситоси. Из серии сто видов луны
- Тоёхара Тиканобу. Из серии Син Бидзин
- Тории Киёмицу. Девушка, собирающаяся отправить письмо
- Цукиока Ёситоси. Женщина с цветками вишни
- Кэйсай Эйсэн. Красавица

## Галерея
- Картины жанра бидзинга Архивная копия от 7 июня 2009 на Wayback Machine